# Pietro Gabrielli, II principe di Prossedi
Don Pietro Gabrielli, principe Gabrielli, II principe di Prossedi, Roccasecca e Pisterzo (Roma, 1746 – Prossedi, 28 settembre 1824), è stato un nobile e politico italiano.

## Biografia
Pietro Gabrielli nacque a Roma da famiglia nobile originaria di Gubbio e trasferitasi successivamente a Roma. Suo padre era il marchese Angelo Gabrielli (dal 1762 I principe di Prossedi), e sua madre era la marchesa Caterina Trotti-Bentivoglio, donna di celebrata bellezza, ricordata da Giacomo Casanova come la marquise G. Era fratello del cardinale Giulio Gabrielli il Giovane, che ricoprì la carica di Segretario di Stato della Santa Sede.
Il 6 dicembre 1773 si unì in matrimonio con Camilla Riario Sforza, figlia del duca Raffaele e di Giulia Rospigliosi, da cui ebbe quattro figli, ai quali furono imposti nomi tratti dall'antichità classica: Mario (1773-1841), che gli successe nei titoli e che nel 1815 si unì in matrimonio con Carlotta, figlia primogenita di Luciano Bonaparte; Pompeo (1780-1861), militare e politico; e le figlie Lavinia e Lucrezia.
Il 18 febbraio 1794, nella chiesa dei Santi Simone e Giuda, presso il suo palazzo di Montegiordano, rappresentò il nipote Raffaele Riario Sforza in occasione delle nozze per procura di quest'ultimo con Beatrice di Sassonia, figlia del principe Francesco Saverio di Sassonia e Polonia e di Chiara Spinucci.
Morì il 28 settembre 1824 nel suo feudo di Prossedi. Il cadavere, aperto e imbalsamato, fu trasportato a Roma ed esposto in uno degli appartamenti del palazzo di Montegiordano. In seguito, il 5 ottobre, dopo esequie solenni, fu tumulato nella cappella Gabrielli della Basilica di Santa Maria sopra Minerva. 

### Attività politica
Il 10 febbraio 1798, su incarico di Pio VI, insieme a Andrea Vincenzo Giustiniani, VI principe di Bassano, sottoscrisse a Villa Mellini la resa di Roma al generale Louis Alexandre Berthier. Alla caduta della Repubblica Romana, fu, dal novembre 1799, uno dei quattro membri della Suprema Giunta di Governo che, su nomina di Ferdinando IV di Napoli, amministrò gli Stati Pontifici fino all'arrivo a Roma del nuovo pontefice, Pio VII, il 3 luglio 1800. 
Il 10 giugno 1809 fu sancita l'unione dello Stato Pontificio all’Impero Francese; Roma è eretta in “città imperiale e libera” con statuto particolare. In conseguenza di questa decisione, in data 1º Agosto 1809, Pietro Gabrielli fu nominato, dalla Consulta Straordinaria per gli Stati Romani presieduta dal generale Miollis, Membro del Senato Romano (che constava di 51 membri), nonché membro della Députation de la Ville de Rome auprès de l’Empereur Napoléon che si reca a Parigi per omaggiare l'imperatore.
Nel 1810 Roma è decretata seconda città dell'impero dopo Parigi e ne viene istituita la municipalità, con a capo (Maire) Luigi Braschi-Onesti, nipote di Pio VI. Contestualmente, Pietro Gabrielli fu nominato dal generale Miollis Maire adjoint (anche Maire aggiunto, vice-sindaco) di Roma il 13 aprile 1810 (lo resterà fino al 19 gennaio 1814), incaricato dei lavori pubblici con il titolo di Presidente delle Strade, Ripe ed Acque.
Con decreto in data 9 luglio 1810 fu anche nominato membro della Commission des monuments et bâtiments civils (Commissione dei monumenti e delle fabbriche urbane nel Dipartimento di Roma), istituita allo scopo di tutelare il patrimonio artistico e archeologico degli ex-Stati Pontifici (le funzioni includono invigilare sulla conservazione di tutti i monumenti, fabbriche urbane, oggetti d'arte, e generalmente su tutto ciò, che può interessare l'istoria, le arti e l'antichità, e di proporre il genere e la specie dei lavori necessarj per la conservazione, riedificazione e manutenzione degli stessi). 
L'anno successivo fu nominato da Napoleone (con editto dato a Saint-Cloud il 27 luglio 1811), membro della Commission des embellissements de la ville de Rome, presieduta dal prefetto Tournon.
In questa veste, si occupa della realizzazione di numerose opere pubbliche, anche in vista della visita di Napoleone a Roma, prevista per il 1812 e mai avvenuta. Lo scopo non è solo quello di "abbellire" la città, ma anche quello di migliorarne la salubrità (diminuendo il rischi di malattie e incendi). 
Si dedica in particolare ai progetti del Giardino del grande Cesare (sistemazione di Piazza del Popolo e del Pincio, 1812), collaborando attivamente alla stesura del progetto di Giuseppe Valadier, e del Giardino del Campidoglio (Foro e Orti Farnesiani sul Palatino, 1813), nonché all'allestimento delle sale napoleoniche del Palazzo del Quirinale.
L'Album Gabrielli (1813), conservato al Museo di Roma a Palazzo Braschi, include undici progetti urbanistici della Roma napoleonica, tra cui alcuni non realizzati, come la sistemazione della piazza del Pantheon, della piazza della fontana di Trevi, e della piazza della Colonna Traiana.
Il 26 agosto 1811, nella qualità di facente funzione per il sindaco assente, invia una supplica a Napoleone tramite Martin Gaudin, duca di Gaeta, ministro delle finanze di Napoleone, nella quale chiede e ottiene che il Mausoleo di Augusto (anfiteatro Correa) sia ceduto alla municipalità di Roma; ciò avviene nell’ottobre dello stesso anno.
Il 13 agosto 1812 ottenne, insieme al figlio Mario, l'autorizzazione all'uso di un titolo nobiliare dell'Impero francese (prince Gabrielli et de l’Empire).
L'ultimo incarico politico di Pietro Gabrielli fu quello di presidente del collegio elettorale del circondario di Frosinone, agli inizi del 1814. Alla caduta dell'Impero, si ritira a vita privata, trascorrendo gli ultimi dieci anni di vita nei suoi feudi di Prossedi, Roccasecca e Pisterzo, e dedicandosi alla coltura della vite, da lui per primo introdotta nella valle dell'Amaseno sul finire del Settecento. 

### Interessi culturali
Pietro Gabrielli è stato definito un principe romano di forte spessore, colto, impegnato per la sua città, raffinato difensore delle belle arti, in particolare del teatro, della poesia e perfino della matematica.
Nel 1795, in riconoscimento del suo sostegno al restauro del Teatro Tordinona (Teatro d'Apollo), gli fu dedicata da Felice Giorgi l'opera Descrizione storica del Teatro di Tor di Nona.
Pietro Gabrielli raccolse una vasta collezione libraria di opere teatrali (commedie, favole, tragedie, rappresentazioni sacre e profane in musica, con predilezione per autori satirici antichi e moderni). Queste furono acquisite tramite aste pubbliche o da librai italiani e francesi in occasione dei lunghi soggiorni a Parigi durante il Primo Impero. Molte recano sul frontespizio la dicitura manoscritta Biblioteca del Principe D. Pietro Gabrielli, ciò che ha reso possibile la localizzazione della collezione, largamente dispersa nel corso dell'Ottocento e oggi rintracciabile nella Biblioteca Nazionale Centrale di Roma, nella Biblioteca apostolica vaticana, nella Biblioteca Casanatense, nella Biblioteca Vallicelliana e nella biblioteca della Fondazione Primoli, oltre che sul mercato antiquario.
Agli inizi dell'Ottocento decise di apportare varie opere di abbellimento delle sue proprietà, incaricando dei lavori l'architetto Francesco Rust (1743-1817). Queste interessarono il Palazzo di Montegiordano (nuovo braccio, portato a termine tra il 1809 e il 1811, per collegare i diversi corpi del complesso, e scalone monumentale), la Villa Gabrielli al Gianicolo (sistemazione del casino principale e del parco), e il Palazzo Baronale di Prossedi (sistemazione dei prospetti, decorazione interna). A Prossedi finanziò inoltre l'edificazione del Palazzo delle Carceri (1807) e quella della chiesa di Santa Maria extra moenia (chiesa della Strammetta), dove in seguito trovarono sepoltura il nipote Placido Gabrielli e la consorte Augusta Bonaparte. 
Nel 1814, al ritorno del governo pontificio, Pietro Gabrielli offrì protezione e rifugio negli appartamenti privati del palazzo di Montegiordano al pittore Liborio Coccetti, a causa delle simpatie di quest'ultimo verso il regime napoleonico. Il Coccetti si sdebitò decorando gli ambienti della dimora secondo i canoni dello stile neoclassico, con cicli di affreschi tratti dall’Antico Testamento, dalla Genesi e dalla storia romana, fino al 1816, anno della sua morte. Questo episodio sembra aver ispirato il dramma La Tosca di Victorien Sardou, su cui poi fu modellata l'omonima opera lirica di Giacomo Puccini.

## Antenati
|                                           |                                         |                                                     | Genitori                                     |  |  | Nonni |  |  | Bisnonni                 |  |  | Trisnonni         |  |
|                                           |                                         |                                                     |                                              |  |  |       |  |  | Marchese Mario Gabrielli |  |  | Antonio Gabrielli |  |
|                                           |                                         |                                                     |                                              |  |  |       |  |  | Marchese Mario Gabrielli |  |  | Antonio Gabrielli |  |
|                                           |                                         | Prudenza Lancellotti                                |                                              |  |  |       |  |  | Marchese Mario Gabrielli |  |  |                   |  |
| Marchese Pietro Gabrielli                 |                                         |                                                     |                                              |  |  |       |  |  | Marchese Mario Gabrielli |  |  |                   |  |
|                                           |                                         | Maddalena Falconieri                                | Marchese Pietro Falconieri                   |  |  |       |  |  |                          |  |  |                   |  |
|                                           |                                         | Maddalena Falconieri                                | Marchese Pietro Falconieri                   |  |  |       |  |  |                          |  |  |                   |  |
|                                           |                                         | Maddalena Falconieri                                | Diana del Bene                               |  |  |       |  |  |                          |  |  |                   |  |
| Angelo Gabrielli, I principe di Prossedi  |                                         | Maddalena Falconieri                                |                                              |  |  |       |  |  |                          |  |  |                   |  |
|                                           |                                         | Conte Lodovico di Valvasone                         | ?                                            |  |  |       |  |  |                          |  |  |                   |  |
|                                           |                                         | Conte Lodovico di Valvasone                         | ?                                            |  |  |       |  |  |                          |  |  |                   |  |
|                                           |                                         | Conte Lodovico di Valvasone                         | ?                                            |  |  |       |  |  |                          |  |  |                   |  |
| Maria Teresa di Valvasone                 |                                         | Conte Lodovico di Valvasone                         |                                              |  |  |       |  |  |                          |  |  |                   |  |
|                                           |                                         | Matilde di Canossa                                  | Galeazzo di Canossa                          |  |  |       |  |  |                          |  |  |                   |  |
|                                           |                                         | Matilde di Canossa                                  | Galeazzo di Canossa                          |  |  |       |  |  |                          |  |  |                   |  |
|                                           |                                         | Matilde di Canossa                                  | Anna Malaspina                               |  |  |       |  |  |                          |  |  |                   |  |
| Pietro Gabrielli, II principe di Prossedi |                                         | Matilde di Canossa                                  |                                              |  |  |       |  |  |                          |  |  |                   |  |
|                                           | Gaetano Trotti, IV marchese della Serra | ?                                                   |                                              |  |  |       |  |  |                          |  |  |                   |  |
|                                           | Gaetano Trotti, IV marchese della Serra | ?                                                   |                                              |  |  |       |  |  |                          |  |  |                   |  |
|                                           | Gaetano Trotti, IV marchese della Serra | ?                                                   |                                              |  |  |       |  |  |                          |  |  |                   |  |
| Ercole Trotti, V marchese della Serra     | Gaetano Trotti, IV marchese della Serra |                                                     |                                              |  |  |       |  |  |                          |  |  |                   |  |
|                                           |                                         | Maria Chiara Bevilacqua                             | Marchese Alfonso Francesco Bevilacqua        |  |  |       |  |  |                          |  |  |                   |  |
|                                           |                                         | Maria Chiara Bevilacqua                             | Marchese Alfonso Francesco Bevilacqua        |  |  |       |  |  |                          |  |  |                   |  |
|                                           |                                         | Maria Chiara Bevilacqua                             | Ginevra d'Arco                               |  |  |       |  |  |                          |  |  |                   |  |
| Caterina Trotti-Bentivoglio               |                                         | Maria Chiara Bevilacqua                             |                                              |  |  |       |  |  |                          |  |  |                   |  |
|                                           |                                         | Antonio Mosti Estense, conte di Meldola e Rancidoro | ?                                            |  |  |       |  |  |                          |  |  |                   |  |
|                                           |                                         | Antonio Mosti Estense, conte di Meldola e Rancidoro | ?                                            |  |  |       |  |  |                          |  |  |                   |  |
|                                           |                                         | Antonio Mosti Estense, conte di Meldola e Rancidoro | ?                                            |  |  |       |  |  |                          |  |  |                   |  |
| Isabella Mosti Estense                    |                                         | Antonio Mosti Estense, conte di Meldola e Rancidoro |                                              |  |  |       |  |  |                          |  |  |                   |  |
|                                           |                                         | Maria Maddalena Pucci di Barsento                   | Orazio Roberto Pucci, I marchese di Barsento |  |  |       |  |  |                          |  |  |                   |  |
|                                           |                                         | Maria Maddalena Pucci di Barsento                   | Orazio Roberto Pucci, I marchese di Barsento |  |  |       |  |  |                          |  |  |                   |  |
|                                           |                                         | Maria Maddalena Pucci di Barsento                   | Margherita Bourbon del Monte Santa Maria     |  |  |       |  |  |                          |  |  |                   |  |
|                                           |                                         | Maria Maddalena Pucci di Barsento                   |                                              |  |  |       |  |  |                          |  |  |                   |  |